# Lamproglena markewitschi
Lamproglena markewitschi is een eenoogkreeftjessoort uit de familie van de Lernaeidae. De wetenschappelijke naam van de soort is voor het eerst geldig gepubliceerd in 1966 door Sukhenko & Allamuratov.